# Элвен
Э́лвен — просветитель Корнуолла, живший в VI веке. День памяти — 22 февраля.
Св. Элвен (Elwen) вместе со св. Бреакой прибыл в Корнуолл из Ирландии с проповедью Благой Вести. С ним также были св. Синнин (Sinnin), ученик св. Патрика, св. Маруан (Maruan), монах, св. Гермок, король, св. Кревенна (Crewenna) и св. Елена (Helen). В житии св. Элвина описывается, как св. Бреака построила два храма в приходе Пембро (Pembro). Один храм был построен в Треневите (Trenewith), другой — в Талеменете (Talmeneth).
Св. Элвена также именуют Элвин (Elwin), Элвис (Elvis) или Аллен (Allen). В Бретани его именуют св. Элуан (Elouan) и считают, что он похоронен в Сен-Гюэн.